# 阿里·哈瓦里

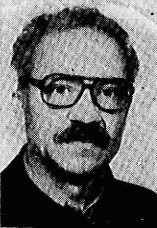
1979年的阿里·哈瓦里

阿里·哈瓦里（波斯語：علی خاوری；1923年3月22日—2021年3月19日）是伊朗的一位共产主义政治家，曾任伊朗人民党第一书记。

## 生平
1923年3月22日，他出生于马什哈德。1941年，加入伊朗人民党。1960年代初，任伊朗人民党中央委员。1963年（或1964年），被巴列维王朝当局判处死刑，后改判终身监禁，服刑15年。1979年伊朗伊斯兰革命前夕，与其他政治犯一起获释；出狱后，任伊朗人民党政治局委员兼中央委员会书记处成员。在1983年2月伊朗神权当局大规模镇压伊朗人民党后，成为唯一幸免于难的伊朗人民党政治局委员。1983年5月，领导建立伊朗人民党国外委员会，重建伊朗人民党的组织；12月，在伊朗人民党二届十八中全会上当选中央委员会第一书记。2020年3月19日，在德国柏林因心脏骤停去世。